# Centre scientifique d'endocrinologie
Pour les articles homonymes, voir CSE.
Le Centre scientifique d’endocrinologie ou CSE (en russe : эндокринологический научный центр) est un centre de diagnostic, de traitement, de recherches scientifiques et d’enseignement médical dans le domaine de l’endocrinologie en Russie et dans le monde entier,. Il rassemble des médecins russes et étrangers spécialistes en endocrinologie clinique ou fondamentale. De surcroît, c’est sous l’œil d’experts que ce centre analyse les découvertes scientifiques et coordonne le travail des centres régionaux d’endocrinologie.

## Activités
Le 28 février 2013, lors de la visite officielle du président François Hollande en Russie, le Centre a signé un accord avec Sanofi visant à mener un projet épidémiologique commun relatif au diagnostic et au traitement du diabète sucré en Russie.